# Édouard-Henri Avril
Édouard-Henri Avril (født 21. maj 1849 i Algier, død 28. juli 1928 i Le Raincy i Paris) var en fransk maler og grafiker, der under pseudonymet Paul Avril illustrerede erotisk litteratur.
Avril studerede kunst i forskellige parisersaloner, og fra 1874 til 1878 gik han på École des Beaux-Arts i Paris. Efter han havde fået en bestillingsopgave på at illustrere Théophile Gautiers novelle "Fortunio", antog han pseudonymet Paul Avril. Han blev hurtigt kendt, og han modtog mange bestillingsarbejder på illustrationer til både store forfattere og såkaldt "galant litteratur", en slags erotica. De solgtes som regel på abonnementsbasis organiseret af samlere.
Avril illustrerede værker som Gustave Flauberts Salammbô, Gautiers Le Roi Caundale, John Clelands Fanny Hill, Jean Baptiste Louvet de Couvrays Adventures of the Chevalier de Faublas, Mario Uchards Mon Oncle Barbassou (scener fra et harem), Jules Michelets The Madam, Hector Frances Musk, Hashish and Blood, Pietro Aretino seksuelt åbenhjertige sonetter fra det tidlige 1500-tal og den anonyme lesbiske novelle "Gamiani". Hans mesterværk var nok tegningerne til De Figuris Veneris af den tyske akademiker Friedrich Karl Forberg.